# MTV Spit
MTV Spit è stato un programma musicale in onda su MTV e condotto da Marracash. Questo show era incentrato sulle battaglie di freestyle su diversi temi di attualità tra rapper della scena underground.

## Il programma
La prima stagione va in onda dal 9 marzo al 4 maggio 2012, in prima serata. Una puntata pilota, chiamata Spit Gala, va in onda il 22 dicembre 2011.  Nella puntata pilota hanno vinto a pari merito il rapper romano Rancore e il rapper Napoletano Clementino.
Oltre a Marracash, al debutto come presentatore, sono presenti nelle vesti di giudici fissi J-Ax, Mastafive e Niccolò Agliardi (ai quali ogni puntata si affiancherà un giudice ospite), e in consolle a mettere i beat sui quali si scontreranno i rapper in gara si alternano DJ Tayone e DJ Double S. Nel gala invece i giudici sono, oltre a J-Ax, Fabri Fibra e i Club Dogo.
Il 28 giugno 2012 viene pubblicato sul sito ufficiale di MTV il mixtape ufficiale di Spit, MTV Spit Mixtape, con il meglio di tutti gli artisti che hanno partecipato al programma più alcuni inediti.
La seconda edizione del programma va in onda dall'8 al 29 maggio 2013, sempre in prima serata. Alla conduzione viene confermato Marracash e in consolle ritorna DJ Double S, mentre i nuovi giudici sono Morgan, Max Pezzali, Ensi e Paola Zukar. Il vincitore di questa edizione è il rapper torinese Shade.
La terza edizione va in onda dal 5 al 26 ottobre 2014, sempre in prima serata, ancora condotta da Marracash, mentre cambia ancora la giuria, che è composta da Emis Killa, Gué Pequeno e Max Brigante. Il vincitore è il milanese Nerone.

## Edizioni
| Edizione N° | Rete | Periodo                     | Conduttore | Giuria                                 | Concorrenti | Vincitore |
| ----------- | ---- | --------------------------- | ---------- | -------------------------------------- | ----------- | --------- |
| 1           | MTV  | 9 marzo - 4 maggio 2012     | Marracash  | J-Ax, Mastafive, Niccolò Agliardi      | 12          | Ensi      |
| 2           | MTV  | 8 maggio - 29 maggio 2013   | Marracash  | Ensi, Morgan, Max Pezzali, Paola Zukar | 12          | Shade     |
| 3           | MTV  | 5 ottobre - 26 ottobre 2014 | Marracash  | Max Brigante, Emis Killa, Gué Pequeno  | 12          | Nerone    |

### Prima stagione
Nelle prime tre puntate partecipano quattro rapper e si disputano tre battaglie, in ognuna si sfidano due rapper. Le prime due hanno un tema di attualità al quale i due sfidanti devono cercare di attenersi il più possibile, mentre la terza è a tema libero. Inoltre le prime due sfide hanno una durata di tre round così suddivisi: i primi due da un minuto per ciascun rapper, il terzo da due minuti in cui i rapper si alternano in quattro battute a testa (nel gala invece il terzo round era di un solo minuto, e tutte le sfide avevano questa stessa durata, tranne la finale, nella quale si è disputato un quarto round da un minuto per quattro battute a testa). I vincenti delle prime due battaglie passano il turno, i perdenti invece se la dovranno vedere nello spareggio, della durata di due round da due minuti per quattro battute a testa; chi vince passa, chi perde viene definitivamente eliminato. Alla fine di ogni sfida i giudici daranno la loro preferenza e, nel caso in cui il giudizio sia pari, sarà il pubblico a decretare il vincitore.
Dalla quarta alla sesta puntata partecipano tre rapper per volta, e tutte e tre le sfide sono a tema e mantengono la stessa durata, ovvero due round da un minuto a testa, e il terzo da due minuti di scambio di battute. Ogni partecipante sfida gli altri due. I due rapper che vincono il maggior numero di sfide passano il turno, l'ultimo viene eliminato.
Nella settima e ottava puntata si disputano le semifinali, per ognuna delle due partecipa un rapper ripescato dagli eliminati. Il sistema di selezione torna quello delle prime tre puntate, e solo le prime due battaglie a tema saranno decisive in quanto i vincitori passano in finale, mentre i perdenti vengono eliminati. Nell'ultima battaglia a tema libero, alla quale partecipano i rapper vincitori, viene simulata la battaglia finale, ovvero due round da due minuti per quattro battute a testa. A fine battaglia , i giudici esprimeranno il loro parere decretando il vincitore, ma il risultato non avrà alcuna valenza ai fini del contest.
Nell'ultima puntata il sistema di selezione è identico a quello delle due precedenti, nelle prime due battaglie si sfidano i quattro vincitori delle semifinali, mentre la terza e ultima battle del contest decreta il vincitore assoluto.
Al termine delle nove puntate il vincitore finale, oltre al titolo di campione, si aggiudica un premio in denaro di € 5000.

### Seconda stagione
Tre sfide a eliminazione diretta tra due rapper per le prime tre puntate (la durata della sfida non cambia, un minuto a testa più due minuti di alternanza). Ad ogni puntata partecipano quattro rapper. I vincitori delle prime due battaglie si scontreranno per decidere chi passerà il turno: la decisione come al solito spetta alla giuria e, in caso di parità di giudizio, toccherà al pubblico scegliere il miglior freestyler. Nell'ultima puntata ciascun rapper affronta gli altri due (la durata cambia leggermente, un minuto a testa e un minuto e mezzo di scambio, e i giudici dovranno scrivere su una scheda chi per loro ha perso: chi riceve più voti negativi viene eliminato). Gli ultimi due si sfidano per la vittoria finale e il premio del valore di €5000, la durata delle battaglie ritorna normale, un minuto a testa più due minuti di alternanza.
La seconda stagione porta diverse novità nel meccanismo di gara: nella seconda battaglia delle prime tre puntate i due rapper devono indossare una maglietta sulla quale è raffigurato un personaggio ed impersonificarlo per l'intera durata del round (in questo caso la durata è di due round da due minuti di scambio di battute, e per ogni round i contendenti dovranno estrarre a sorte una maglietta ciascuno). Altra nuova tipologia di sfida è la battaglia per immagini, che si svolge nella prima sfida della seconda e terza puntata, in cui ai rapper viene mostrata un'immagine che cambia ogni 30 secondi, e il compito sarà di improvvisare su quella data immagine. Per quanto riguarda la giuria, ogni giudice avrà a disposizione una sola wild card per puntata con la quale annullare il voto e passare la palla direttamente al pubblico, anche se in realtà non è mai stata usata da nessuno dei quattro giudici; inoltre i giudici potranno proporre un tema da far sviluppare ai freestyler durante la battaglia: il primo giudice, Ensi, ha proposto il proprio argomento nella prima battaglia della stagione (in verità ha preferito che la battaglia fosse senza tema), mentre gli altri tre lo hanno fatto nelle prime tre sfide della puntata finale.

### Terza stagione
Sette dei dodici partecipanti sono stati scelti tra i vari freestyler che hanno partecipato alle diverse tappe dell'MTV Spit Tour, L'Elfo e Dave sono entrati di diritto in quanto vincitori rispettivamente delle due supertappe, quella del 29 aprile e quella del 13 settembre, mentre i restanti tre sono stati ripescati dalla seconda edizione.
Il regolamento rimane pressoché invariato rispetto all'edizione precedente: per le prime tre puntate si disputano tre sfide a eliminazione diretta tra due rapper (un minuto a testa più due minuti di alternanza). Ad ogni puntata partecipano quattro rapper. I vincitori delle prime due battle si scontreranno per decidere chi passerà il turno: la decisione come al solito spetta alla giuria e, essendo il numero di giudici dispari, non si incontrano mai casi di parità di giudizio. Nell'ultima puntata ciascun rapper affronta gli altri due (la durata cambia leggermente, un minuto a testa e un minuto e mezzo di scambio, e i giudici dovranno scrivere su una scheda chi per loro ha perso: chi riceve più voti negativi viene eliminato). Gli ultimi due si sfidano per la vittoria finale e il premio del valore di €5000, la durata della battle ritorna normale, un minuto a testa più due minuti di alternanza.
Come nella seconda edizione, nelle prime tre puntate, nella prima o seconda battle, i due rapper devono indossare una maglietta sulla quale è raffigurato un personaggio ed impersonificarlo per l'intera durata del round, in questo caso la durata è di due round da due minuti di scambio di battute. A differenza dell'edizione precedente, in cui i freestyler dovevano estrarre a sorte una maglietta ciascuno da un bidone, per ogni round la maglietta è fornita direttamente ai contendenti, questo per evitare casi di evidente svantaggio (vedi Fred De Palma vs Mouri). L'altra tipologia di sfida è la battaglia per immagini, che si svolge sempre nelle prime tre puntate, nella prima o seconda battle, in cui ai rapper viene mostrata un'immagine che cambia ogni 30 secondi, e il compito sarà di improvvisare su quella data immagine. La vera novità della terza stagione è il meccanismo con il quale si svolge la battle finale di ogni puntata: la sfida è senza tema, tutta botta e risposta e dura quattro minuti, suddivisa in due round da due minuti ciascuno; il primo minuto del primo round è a cappella, mentre nel secondo c'è il beat. Nel secondo round il beat c'è sempre, ma è presente la modalità forever faster: in pratica ogni tot battute aumentano i bpm del beat, quindi i freestyler devono seguire l'accelerazione, in quanto i giudici li valuteranno anche in base a quello.
Per quanto riguarda la giuria, ogni giudice potrà proporre un tema da far sviluppare ai freestyler, ma solo durante una delle prime tre battle dell'ultima puntata.